# مريج محلة (دابوي الجنوبي)
مریج محلة (بالفارسية: مریج‌محله) هي قرية تقع في إيران في قسم دابوي الجنوبی الريفي. يقدر عدد سكانها بـ 2,134 نسمة .